# Île Sand (Wisconsin)
Sand Island est l'une des îles des Apôtres du lac Supérieur, dans le nord du Wisconsin.
L'île fait partie de l'Apostle Islands National Lakeshore , une aire protégée gérée par le National Park Service des États-Unis. Il est situé dans la ville de Bayfield dans le comté de Bayfield.
Le phare de Sand Island, le Hokenson Fishing Dock (en), le bateau à vapeur Sevona Cabin (en), le Shaw Farm et le West Bay Club (en) sont situés sur l'île.

## Galerie

Localisation des îles des Apôtres
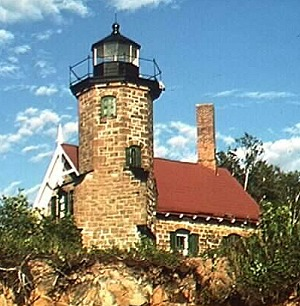
Le phare
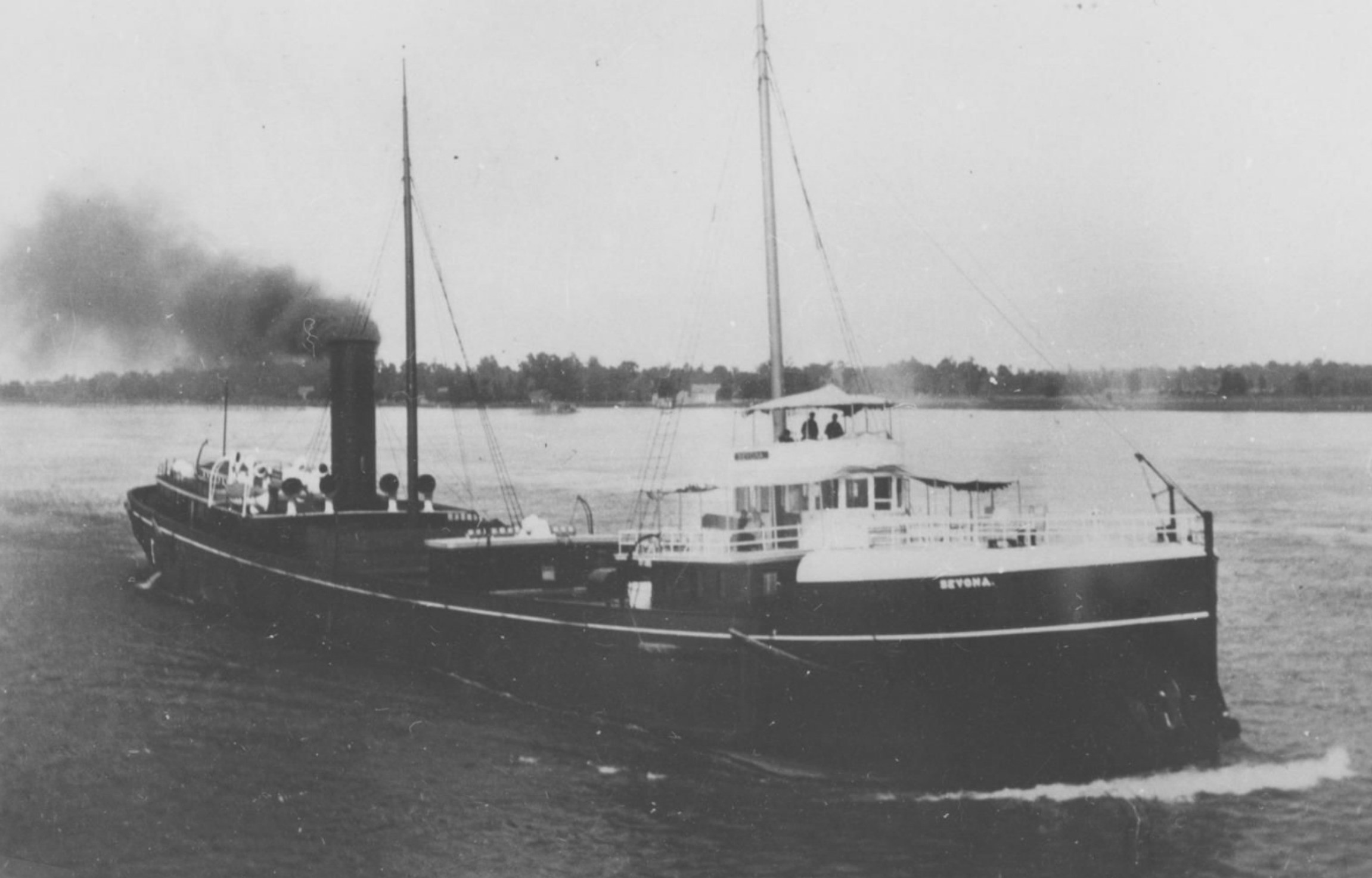
Le bateau Sevona